# Заславский, Иероним Иванович
Иероним Иванович Заславский (1833—1876) — русский медик, доктор медицины; коллежский советник.

## Биография
Иероним Заславский родился в Московской губернии в 1833 году. Первоначальное образование получил в Слуцкой гимназии (1854 год), а затем учился в Императорской медико-хирургической академии (ныне Военно-медицинская академия имени С. М. Кирова), по окончании которой в 1859 году со званием лекаря определился врачом в Псковский пехотный полк.
В 1865—1866 гг. он был прикомандирован к Императорской медико-хирургической академии, а в следующем году назначен в 1-й Петроградский военный сухопутный госпиталь.
В 1868 году, по защите диссертации на степень доктора медицины под заглавием: «О развитии рака в печени в паталого-гистологическом отношении» («Военный Медицинский Журнал», 1868 г., ч. 102) Иероним Иванович Заславский был определен старшим (главным) врачом в 11-й пехотный Псковский полк.
В 1874 году И. Заславский перешёл старшим врачом в Бендерский 132-й пехотный полк Русской императорской армии.
В 1876 году Иероним Иванович Заславский был отправлен с научною целью за границу и в этой командировке скончался в том же году.